# Teviot (Neuseeland)
Teviot ist eine kleine Siedlung im Central Otago District der Region Otago auf der Südinsel von Neuseeland.

## Geographie
Die Siedlung befindet sich rund 9 km südsüdöstlich von Roxburgh und rund 41 km nordwestlich von Lawrence im Tal des Clutha River/Mata-Au auf der östlichen Seite des Flusses. Dumbarton im Nordwesten, Ettrick im Süden und Millers Flat im Südosten, sind die nächstgelegenen Siedlungen. Der auf der anderen Flussseite verlaufende New Zealand Stete Highway 8 kann nur über Millers Flat oder Roxburgh erreicht werden.

## Geschichte
Der Roxburgh Branch, eine Nebenbahn der Main South Line verband den Ort ab dem 18. April 1928 mit Roxburgh und der Main South Line. Die gesamte Strecke wurde allerdings am 1. Juni 1968 wieder stillgelegt und in Folge demontiert.

## Sehenswürdigkeiten

### Teviot Woolshed
In Teviot befinden sich die Überreste des Teviot Woolshed, ein ehemaliger riesiger Schuppen, der zum Scheren der Schafe und als Wolllager diente. Der Schuppen wurde 1870 errichtet und brannte am 11. November 1924 bis auf seine Mauerreste nieder. Das Bauwerk hatte eine Länge von 137 m und maß 47,30 m in der Breite und konnte zur Schafschur 8000 Schafe fassen. Die noch erhalten gebliebenen Giebel- und Seitenwände waren aus Stein errichtet und das ursprünglich aus Holz gefertigte Dach des Gebäudes entstammte einem ehemaligen Bahnhof aus Großbritannien.

### Lonely Graves
Am Horseshoe Bent des Clutha River/Mata-Au, südlich der Siedlung, befinden sich bei den ehemaligen Bergwerken zwei mit Somebody's Darling und William Rigney bezeichnete Gräber. Rigney soll 1865 nach einer Flut des Clutha River/Mata-Au einen toten jungen Mann am Ufer gefunden und mit einem Grabstein mit der Inschrift Somebody's Darling Lies Buried Here begraben lassen haben. Als Rigney im Januar 1912 starb, wurde er auf seinen Wunsch daneben begraben.